# Elveden Forest

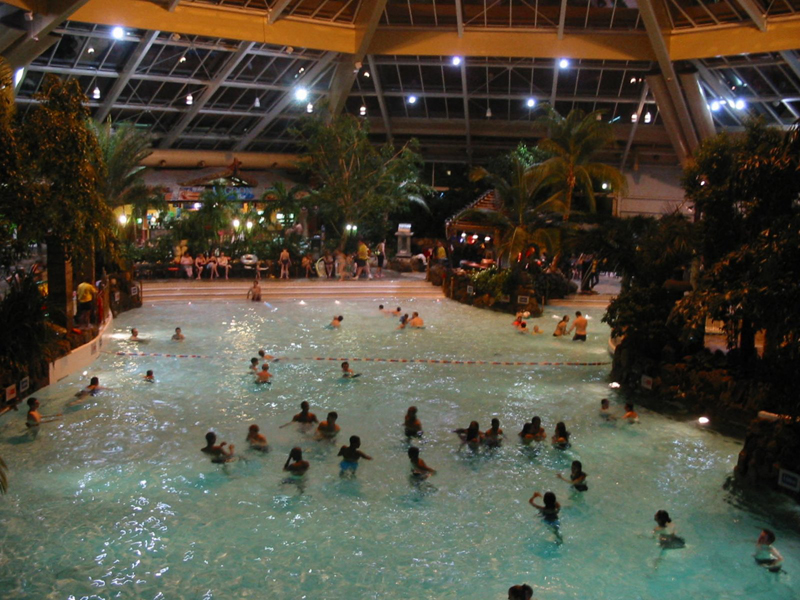
Elveden Forest subtropisch zwemparadijs

Elveden Forest is een bungalowpark in Brandon in Suffolk, Engeland. Het park wordt geëxploiteerd door de Britse tak van Center Parcs. Het park refereert met zijn naam naar de nabijgelegen civil parish Elveden.

## Geschiedenis
Elveden Forest is een vakantiepark van Center Parcs gelegen in Suffolk, Engeland. Het park opende in 1989 op een voormalig jachtterrein van de Guinness-familie. Het vakantiepark is in de loop der jaren uitgebreid en verbeterd met nieuwe accommodaties, faciliteiten en activiteiten.
In 2002 heeft Elveden Forest een grote brand meegemaakt, waarbij meerdere gebouwen op het terrein werden beschadigd. Na een grote brand die op 4 april 2002 het centrum van het vakantiepark vernielde, bleef het park tot juli 2003 gesloten. Een reparatie en renovatie ten belope van 60 miljoen Britse pond werden toen uitgevoerd.
De brand begon in de klimhal en verspreidde zich snel naar de nabijgelegen restaurants en winkels. Hoewel er geen gewonden vielen, liepen verschillende gebouwen ernstige schade op. Het zwembad en het Subtropisch Waterparadijs zijn echter gespaard gebleven.
Na de brand heeft Center Parcs besloten om het park opnieuw op te bouwen en te moderniseren. Het vernieuwde Elveden Forest heeft verschillende nieuwe faciliteiten gekregen, waaronder een nieuw restaurant, nieuwe cottages en een vernieuwd sportcentrum. Het park heeft ook bestaande faciliteiten verbeterd en uitgebreid
In maart 2015 werd in een nieuwe renovatieronde de afbraak van het hotel en vervanging door twee nieuwe hotels met gelijke capaciteit aangekondigd. Eveneens werden 11 nieuwe vakantiewoningen voorzien.

## Faciliteiten
4.216 gasten kunnen terecht in 866 accommodaties, hierdoor verbleven in de eerste 25 jaar van de geschiedenis van het park 10 miljoen bezoekers in het vakantiepark. Er werken 1.400 personeelsleden in het domein, voornamelijk afkomstig van Thetford en Brandon.

## Fauna en flora
Het park is gelegen in het 19.000 ha grote Thetford Forest, een naaldbos erkend als Site of Special Scientific Interest natuurgebied. Elveden Forest heeft een divers aanbod aan flora en fauna. Het park ligt in het hart van de Thetford Forest, een van de grootste bosgebieden in Engeland. Het is de thuisbasis van veel wilde dieren, waaronder herten, vossen, konijnen, egels en eekhoorns. Er zijn ook verschillende vogelsoorten te zien, waaronder spechten, uilen, buizerds en valken.
Het park heeft verschillende wandelpaden en fietsroutes die door het bos en langs de meren en rivieren lopen. Dit biedt gasten de mogelijkheid om de natuurlijke schoonheid van het gebied te ontdekken en de dieren in hun natuurlijke habitat te zien. Er zijn ook speciale excursies en natuurgidsen beschikbaar voor gasten die meer willen leren over de flora en fauna van het gebied.
Elveden Forest heeft een gevarieerde plantenwereld met verschillende soorten bomen, waaronder eiken, beuken en dennen. Er groeien ook verschillende soorten struiken, bloemen en grassen. Het park heeft een eigen team van tuiniers en boswachters die zorgen voor het behoud en de bescherming van de flora en fauna op het park. Zo worden er bijvoorbeeld bomen geplant om het bosgebied uit te breiden en worden er bepaalde gebieden afgebakend om de flora en fauna te beschermen.